# Jean-Jacques Savin
Pour les articles homonymes, voir Savin (homonymie).
Jean-Jacques Savin, né le 14 janvier 1947 à Arès (Gironde) et disparu en mer en janvier 2022 au large des côtes portugaises, est un aventurier français, un ancien militaire parachutiste et conservateur de parc national en Afrique.

## Biographie
À la fin des années 1960 et durant les années 1970, Jean-Jacques Savin est d'abord militaire de carrière, sous-officier au 9e RCP, au 30e GC, au 1er RCP, au 1er RPIMa. Ayant quitté l'armée, il exerce ensuite des métiers lui permettant d'exalter sa soif de liberté comme pilote privé, chercheur d'or ou encore conservateur du Parc National de Centrafrique. « C'était un homme extraordinaire, atypique », raconte le maire d'Arès, Xavier Daney, qui évoque aussi un « baroudeur hors norme, un personnage bien frappé, avec du caractère, comme on peut l'être sur le bassin d'Arcachon ».
Sportif hors-pair, Jean-Jacques Savin multiplie les performances hors du commun. Il traverse le bassin d'Arcachon à la nage en effectuant l'aller-retour, soit près de 30 km en 9 h. En 2017, l'aventurier décroche la deuxième place au championnat de France de triathlon.
Jean-Jacques Savin, à 72 ans, se lance à la mer le 26 décembre 2018 dans une barrique depuis l’île d’El Hierro, aux Canaries, pour traverser l’Atlantique mû par la seule force des courants. Il arrive à Fort-de-France en Martinique le 27 avril 2019. Inspiré par Alain Bombard qui en 1957 avait traversé l'Atlantique sur un radeau pneumatique, il parcourt 5 800 km en cent-vingt-sept jours à une vitesse de deux à trois kilomètres par heure dans un tonneau de trois mètres de long et de 2,10 m de diamètre principal. Il évolue dans un espace de vie de six mètres carrés seulement. Son principal sponsor est La Tonnellerie des Boutes.
Durant son périple, Jean-Jacques Savin perd quatre kilogrammes, un par mois. Sa traversée permet d'en apprendre plus sur le corps humain.
Le 1er janvier 2022, il entame une traversée de l'Atlantique à la rame sur son canot l'Audacieux depuis le Portugal. Durant son périple, Jean-Jacques Savin perd la vie, en moins d'un mois. Les premières annonces de sa disparition affirment qu'il a été retrouvé mort à son bord le 22 janvier 2022 par la sécurité maritime portugaise au large des Açores. Il s'avére par la suite que son embarcation a bien été retrouvée, mais Jean-Jacques Savin n'était plus à bord. Les recherches pour retrouver le disparu sont arrêtées le 22 janvier en fin de journée.

## Hommage
La commune d'Arès lui rend hommage en donnant son nom au club nautique et en y apposant une plaque commémorative.

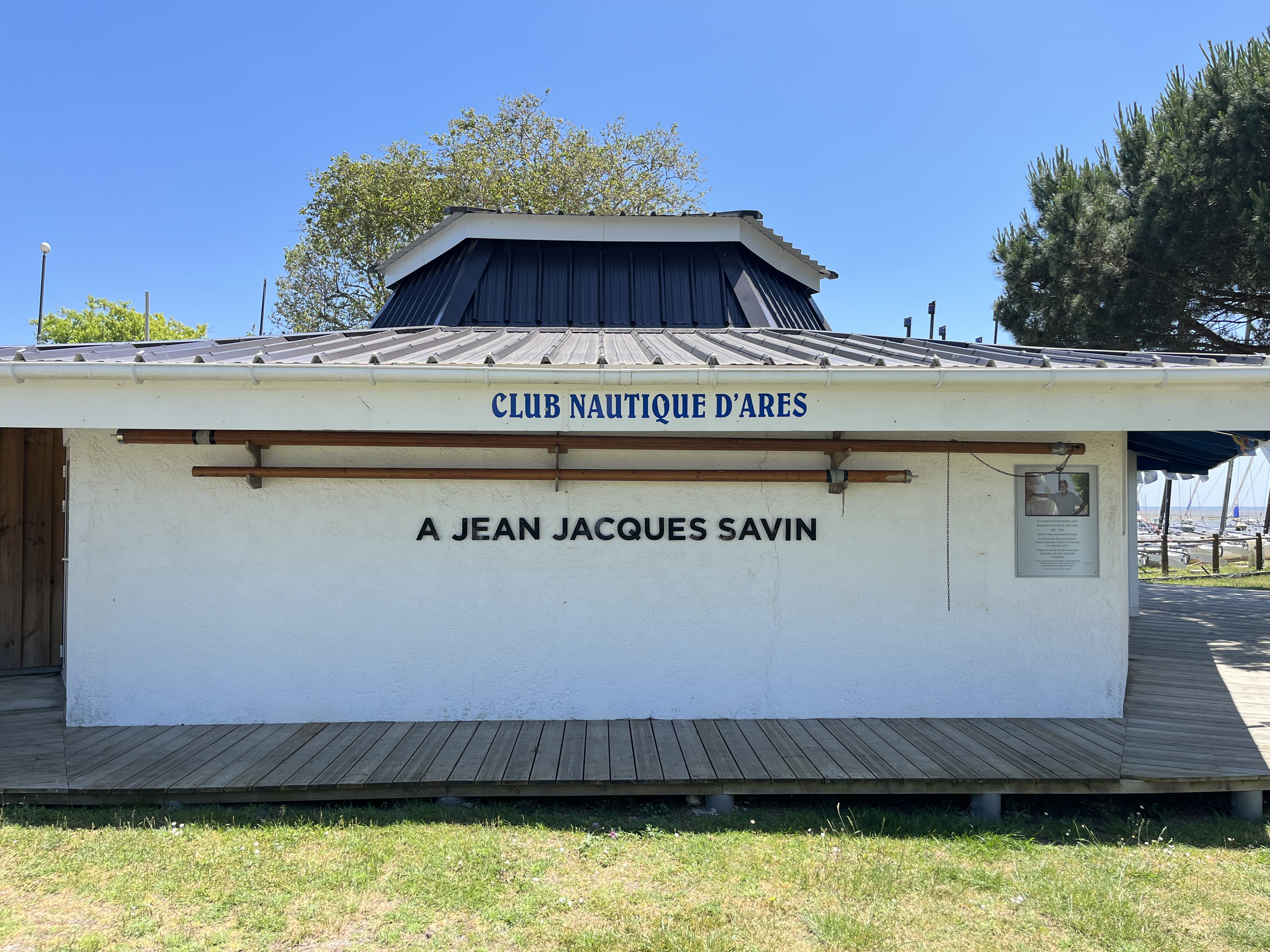
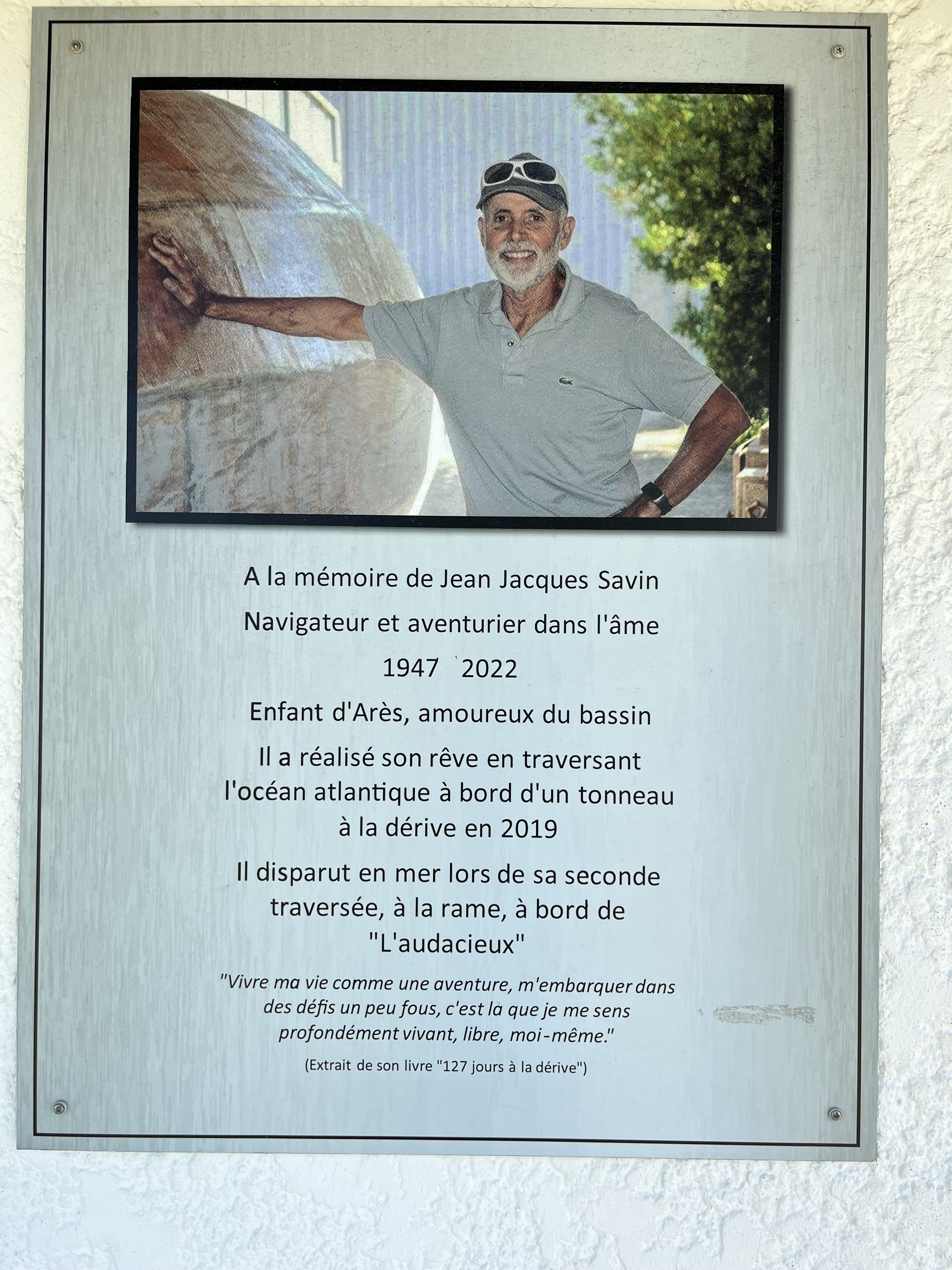

## Publication
- Avec Sophie Vernerey Zeeny, 127 jours à la dérive : l'Atlantique en tonneau, Ambre, 2019, 192 p. (ISBN 978-2-940594-17-7 et 2940594171).